# Tana (Bombaim)
Tana (em inglês: Thane; em marata:  ठाणे) é uma cidade indiana no estado Maarastra e distrito suburbano de Bombaim. A cidade é rodeada por numerosos lagos e conserva alguns edifícios coloniais portugueses, como a fortaleza e a catedral.